# Arctornis intacta
Arctornis intacta är en fjärilsart som beskrevs av Walker 1866. Arctornis intacta ingår i släktet Arctornis och familjen tofsspinnare. Inga underarter finns listade i Catalogue of Life.